# Dialekt rugijski
Dialekt rugijski lub narzecze lechicko-rugijskie – wymarły słowiański dialekt lechicki używany przez plemię Ranów – średniowiecznych słowiańskich mieszkańców wyspy Rugii (w dialekcie rugijskim: Rȯjana, Rāna) i jej przeciwległego wybrzeża. Dialekt ten z powodu bliższego pokrewieństwa z językiem drzewiańskim niż z obszarem pomorskim należy klasyfikować jako dialekt zachodniolechicki.
Gwary Rugii nie pozostawiły po sobie ciągłych tekstów, dlatego głównym źródłem wiedzy o nich są zapisane w średniowiecznych kronikach nazwy miejscowe i osobowe pochodzenia słowiańskiego.

## Cechy językowe

### Rozwój samogłosek i sonantów
Rozwój prasłowiańskich nosówek był zbieżny z tym w innych dialektach lechickich – psł. *ǫ dało regularnie ą̊, np. Dansne, Gansilitze, Damerowe, Wanghelin < psł. *Dǫsno, *Gǫslicě, *Dǫbrovy, *Ǫglinъ, podczas gdy w przypadku psł. *ę doszło do przegłosu lechickiego i przed twardymi spółgłoskami zębowymi dało ono ’ą̊, np. Boranta, Swantewostroe, Zvantegurt < psł. *Boręta, *Svętъ Ostrovъ, *Svętъ Gordъ, zaś w pozostałych pozycjach wąskie ę̇, np. Burrentin, Gnewentin, Uincymir < psł. *Borętinъ, *Gněvętinъ, *Vęťemirъ.
Przegłos lechicki wykazuje również rozwój *ě (jać) – przed spółgłoskami twardymi zębowymi dał on a, np. Lascouiz, Peask, Stralowe < psł. *Lěsъkovica, *Pěsъkъ, *Strělovo, zaś w pozostałych pozycjach e, np. Gnewentin, Pasceke, Tessemar < psł. *Gněvętinъ, *Pasěka, *Těšimirъ.
Prasłowiańskie *e przed spółgłoskami pierwotnie palatalnymi zwęża się do ė, zapisywanego naprzemiennie przez ⟨e⟩, ⟨i⟩ i ⟨y⟩, np. Bizdede, Kaminise, Mellnitz < psł. *Bezdědьje, *Kamenišče, *Melьnica, zaś w innych przypadkach daje e, np. Brese, Gribenow, Jesere < psł. *Berza, *Grebenovъ, *Jezero. Zwężenie *e do ė lub i przed spółgłoskami pierwotnie palatalnymi wiąże dialekt rugijski z obszarem drzewiańskim. Brak przegłosu polskiego *e > ’o.
Prasłowiańskie *o rozwinęło się zapewne w wąskie ȯ, oznaczane na piśmie ⟨o⟩, ⟨u⟩ lub ⟨uo⟩, np. Burizlaws, Dobrezlauus, Ulznica < psł. *Borislavъ, *Dobroslavъ, *Olьšanica. Oprócz tego *o ulegało w pewnych, trudnych do określenia warunkach, redukcji do samogłoski zredukowanej typu ə (szwa), np. Debermoyzle, Luberadus < psł. *Dobromyslъ, *Ľuboradъ. Szczególnie często do tej redukcji dochodzi w wygłosie, np. Bucowe, Belicowe, Jarcuowe < psł. *Bukovo, *Bělikovo, *Jarъkovo, choć są też formy bez tej redukcji, np. Slaweko < psł. *Slavъko. Nagłosowe *o- ma tendencję do przybierania protetycznego v- (*o- > u̯o- > vo-), np. Wastroznae, Wobluzs, Swantewostroe < psł. *Ostrožьn-, *Obľuže, *Svętъ Ostrovъ, co łączy dialekt rugijski z resztą obszaru zachodnio- i środkowolechickiego, ale także z językami łużyckimi oraz gwarami wielkopolskimi i czeskimi.
Prasłowiańskie *a co do zasady dało a, np. Babyn, Camenez, Graboue < psł. *Babinъ, *Kamenьcь, *Grabovo. Inaczej rozwinęło się jednak w grupie *ra-, gdzie dało re-, np. Redomer, Retim < psł. *Radoměrъ, *Radimь obok rzadszego ra- jak np. Radozlaus < psł. *Radoslavъ i być może w grupie *ja-, gdzie zapisy są niejednoznaczne, gdyż np. obok Jerognew mamy Jargneu < psł. *Jarogněvъ. Oprócz tego w wygłosie *a ulegało redukcji, np. Ghore, Lopate, Plachte < psł. *gora, *lopata, *plaxъta.
Prasłowiańskie *u daje stale u, np. Bucowe, Lubbin, Zulizlaus < psł. *Bukovo, *Ľubinъ, *Sulislavъ, z wyjątkiem pozycji przed spółgłoskami nosowymi m i n, gdzie zdaje się dawać o, np. Peron (obok Pyrun, Perun), Stromineke < psł. Perunъ, Strumenьky.
Prasłowiańskie *i na ogół bez zmiany dało i, np. Babyn, Bandin, Gardist < psł. *Babinъ, *Bǫdinъ, *Gordišče. W położeniu przed *r musiało jednak ulegać podwyższeniu do e lub a, o czym świadczą zapisy typu Jaromerus, Moyzlemer, Seracowe < psł. *Jaromirъ, *Myslimirъ, *Sirakovo.
Prasłowiańskie *y zasadniczo dało y, np. Bitgast, Bykove, Pribislaus < psł. *Bydъgoščь, *Bykovo, *Pribyslavъ, przy czym w pozycji po spółgłoskach wargowych była silna tendencja do dyftongizacji do oi, np. Moyslekov, Moyzlemer, Woyzlaus < psł. *Myslikovъ, *Myslimirъ, Vyslavъ. Oprócz tego *y w niektórych pozycjach redukowało się do ə, np. Damerowe, Lepelowe < psł. *Dǫbrovy, *Lěpylovy.
Jery w pozycji słabej zanikły, zaś w pozycji mocnej *ь dał e, np. Camenez, Coretz, Kozel < psł. *Kamenьcь, *Korьcь, *Kozьlъ, a *ъ najprawdopodobniej o, na co jest tylko jeden przykład: Cirkow < psł. *Cŕ̥kъvь.
Prasłowiańska grupa *TorT przestawia się prawie bez wyjątków w TarT, np. Barnim, Charna, Gartz < psł. *Bornimъ, *Xorna, *Gordьcь. Grupa *TolT przeważnie przestawia się do TloT, np. Glowe, Glowenitza, Slonitze < psł. *Golvy, *Golvьnica, *Solnicě, choć są przykłady na TolT, jak np. Soldekewitze < psł. *Soldъkoviťě. Grupa *TerT zasadniczo daje TreT, zapisywane niekiedy TriT, np. Breghe, Bresnitz, Brisanche < psł. *Bergy, *Berzьnica, *Beržanъky, wyjątkowym TerT jest jedynie Zerbentin < psł. *Žerbętinъ. Przykładów na *TelT brak.
Prasłowiańskie *r̥ stale daje ar, np. Carnin, Garnzke < psł. *Kr̥ninъ, *Gr̥nьčьky. W przypadku *ŕ̥ doszło do przegłosu lechickiego do ar przed spółgłoskami twardymi zębowymi, np. Bardeke, Zarnegloue < psł. *Bŕ̥dъko, *Čŕ̥na Glova, zaś w pozostałych pozycjach *ŕ̥ daje er (ir), np. Cerwitze, Cirkow, Sirkuist < psł. *Čŕ̥vicě, *Cŕ̥kъvь, *Cŕ̥kъvišče. Prasłowiańskie *l̥ i *ĺ̥ zlały się i dały ol, np. Dolgemost, Puzdevolk, Stolpzk < psł. *Dl̥gъ Mostъ, *Pustivĺ̥kъ, *Stl̥pьskъ.

### Rozwój spółgłosek
Pierwotne spółgłoski palatalne uległy dyspalatalizacji, z wyjątkiem przypadków, gdy następowały po nich samogłoski tylne. Ta palatalizacja jest notowana w zapisach, takich jak Borjanta, Liazcha, Pyazcke, Zwinga < psł. *Boręta, *Lěska, *Pěsъky, *Svinьja. Łączy to dialekt rugijski z narzeczem drzewiańskim.
Prasłowiańskie *ť i *ď (<*t-j, *k-t; *d-j) dały odpowiednio c i ʒ, np. Swetzenowitz, Blandzawicz < psł. *Svěťenoviťь, *Blǫďaviťь, przy czym druga z głosek miała tendencję do przechodzenia w z, np. Miseres < psł. *Meďerěčь.
Prasłowiańska grupa šč przeszła w st, np. Gardist, Stiaplin < psł. *Gordišče, *Ščapъlinъ. Podobnie jak dyspalatlizacja spółgłosek miękkich przed samogłoskami przednimi, ta cecha również łączy dialekt rugijski z obszarem drzewiańskim.
W zabytkach pisanych brak rozróżnienia szeregu s, c, z od š, č, ž, co najpewniej świadczy o mazurzeniu dialektu rugijskiego.